# Milan Škoda
Milan Škoda (* 16. Januar 1986 in Prag) ist ein tschechischer Fußballspieler. Der Stürmer spielt derzeit beim FK Mladá Boleslav.

## Karriere

### Verein
Milan Škoda war von 1992 bis 2004 in der Jugend bei ČAFC Praha, Pragis Satalice und Bohemians Prag 1905 aktiv. Seine Profikarriere begann 2004 bei Bohemians Prag 1905. Dort stand er bis 2012 unter Vertrag. Danach wechselte er zu Slavia Prag.

### Nationalmannschaft
Am 12. Juni 2015 debütierte Škoda für die tschechische A-Nationalmannschaft in der Qualifikation für die Fußball-Europameisterschaft 2016 gegen die Isländische Fußballnationalmannschaft. Bei der Partie der Qualifikation für die Fußball-Europameisterschaft 2016 gegen die Kasachische Fußballnationalmannschaft erzielte der Stürmer seine ersten beiden Tore.
Bei der Fußball-Europameisterschaft 2016 in Frankreich wurde er in das tschechische Aufgebot aufgenommen. In der zweiten Partie gegen die kroatische Nationalmannschaft kam er als Einwechselspieler zum Einsatz und erzielte mit dem 1:2-Anschlusstreffer das erste Turniertor der Tschechen. Das Spiel endete noch 2:2. Auch im letzten Spiel gegen die Türkei kam er noch einmal im letzten Spieldrittel aufs Feld, um einen Rückstand aufzuholen. Doch statt des 1:1-Ausgleichs fiel das 2:0 für den Gegner und die Mannschaft schied aus dem Turnier aus.